# Miguel Antonio Robelo
Miguel Antonio Robelo fue un Médico y cirujano nacido en Tegucigalpa, Honduras. Robelo fue junto a José Trinidad Reyes fundador de la "Sociedad del Genio Emprendedor y del Buen Gusto" centro de enseñanza superior previo a ser la Universidad Nacional Autónoma de Honduras creada en 1847, por el presidente Juan Lindo. 
El doctor Julio Alberto Bourdeth Tosta califica a Miguel Antonio Robelo como: "El primer profesional médico hondureño al haberse graduado de Licenciado en Medicina, en la Universidad de León Nicaragua".

## Vida
Miguel Antonio Robelo después de obtener el bachillerato, continuó sus estudios en la Universidad Nacional Autónoma de Nicaragua con sede en León y de la cual egreso como Licenciado en Medicina. En el siglo XIX no existía en Honduras centro de educación superior, por lo que los jóvenes hondureños tenían que viajar tanto a Guatemala como a Nicaragua para continuar con sus estudios. Al regresar a Honduras, el doctor Miguel Antonio Robelo se dedicó a su profesión en la ciudad de Tegucigalpa, en 1826 organizó el "Primer proyecto sanitario Nacional de limpieza en general" para evitar el sarampión y la viruela. Este proyecto no se llevó a cabo, por el motivo qué el doctor Robelo no contó con el apoyo político necesario, para implementarlo.
El doctor Robelo también fue conocido por sus conocimientos de boticario y en la que era incluido junto a reconocidos médicos franceses que practicaban en Honduras, entre ellos: Eduardo Prudot y Carlos Leré.
Durante la epidemia de cólera morbus que entró a Honduras en 1833 vía Departamento de Santa Bárbara y con antecedentes principales en Belice según comunicado del superintendente de J. Cobburn en la cual mencionaba que era una variante del "cólera asiático", en ese entonces el jefe de Estado de Honduras general Joaquín Rivera dictó medidas sanitarias a partir del 14 de febrero de ese año, dentro de las cuales se organizaban las Juntas de Sanidad y estaban compuestas por los médicos Miguel Antonio Robelo e Hipólito Casiano Matute Zepeda en la Tegucigalpa y los médicos Pedro de La Rocha y Carlos Joaquín Herrera en Comayagua
En 1841 el doctor Robelo y el doctor Hipólito Casiano Matute Zepeda se enfrentaron a un brote epidémico de viruela que asoló a la ciudad de Tegucigalpa.

### Cofundador de la Universidad
El sacerdote José Trinidad Reyes preocupado por qué la juventud en Honduras no contaba con una universidad, convocó a los bachilleres Máximo Soto Fiallos, Alejandro Flores, Miguel Antonio Robelo, sacerdote Yanuario Girón y Pedro Chirinos quienes fueron estudiantes en el extranjero (Guatemala y Nicaragua) para celebrar una reunión cuyo fin tendría más beneficio para el Estado de Honduras que la decisión de fundar un centro de estudios superiores y el cual inauguraron un 14 de diciembre de 1845, ésta se denomino "Sociedad del Genio Emprendedor y del Buen Gusto" cuya finalidad era dar clases en modalidad superior a jóvenes hondureños y sus primeras clases fueron de latín, filosofía y teología moral.
La Sociedad del Genio Emprendedor que se fundará en Tegucigalpa, gracias a un Decreto gubernamental emitido por el presidente Coronado Chávez pasó a denominarse en 19 de marzo de 1846 como Academia Literaria de Tegucigalpa con todas las normas como si se tratase de una universidad, recayendo la rectoría en el presbiterio José Trinidad Reyes, la vicerrectoría en Miguel Antonio Robelo y como catedráticos, sacerdote Yanuario Girón, Máximo Soto Fiallos, Alejandro Flores, Pedro Chirinos y Casiano Fúnez.   
El doctor Robelo ya no se encontraba en Honduras al fundarse la Universidad Nacional en 1847 y crearse sucesivamente la Facultad de Ciencias Médicas (UNAH), puesto que residía en Nicaragua. Sí se le reconoce, como uno de los primeros médicos de Honduras y como cofundador del centro universitario.